# Jebel Tisouka
Jebel Tisouka är ett berg i Marocko.   Det ligger i regionen Tanger-Tétouan-Al Hoceïma, 190 km nordost om huvudstaden Rabat. Toppen på Jebel Tisouka är 2 066 meter över havet.